# Countrywide Classic 1989
Il Countrywide Classic 1989 è stato un torneo maschile professionistico di tennis giocato su campi in cemento al Los Angeles Tennis Center dell'UCLA a Los Angeles, negli Stati Uniti. È stata la 63ª edizione del torneo, che faceva parte del Nabisco Grand Prix 1989. Si è svolto dal 18 al 24 settembre 1989.

## Campioni

### Singolare
Aaron Krickstein ha battuto in finale  Michael Chang con il punteggio di 2–6, 6–4, 6–2

### Doppio
Martin Davis /  Tim Pawsat hanno battuto in finale  John Fitzgerald /  Anders Järryd con il punteggio di 7–5, 7–6